# Martha Gularte
Martha Gularte   (Paso de los Novillos, 18 de juny de 1919 - Montevideo, 12 d'agost de 2002) va ser una escriptora, ballarina i vedet del carnaval uruguaià.

## Biografia
Descendent de esclaus afrobrasilers, va tenir una infància dura, criada en orfenats. Va viure a l'asil Dámaso Antonio Larrañaga de barri Palerm; en una ocasió, va rebre una visita de la poetea uruguaiana, Juana de Ibarbourou:
| « | Algú va enlluernar molt a aquella negreta nena de l'asil. I des de llavors mai va oblidar la seducció de la poesia i de la bellesa d'aquella dona inabastable. Juana de Ibarbourou visitava l'asil Dámaso Antonio Larrañaga. Integrava una comissió de beneficència que col·laborava amb les òrfenes. La admirava perquè a més de ser poeta, era bonica. Es posava vestits justos i curts per l'època. Usava una cabellera, boines verdes i guineus grises. Li van comentar en l'asil que escrivia versos i em va preguntar volia ser poeta i jo li vaig dir que no, que volia ser ballarina. Ella va riure i des de llavors preguntava per «la ballarina». Ella també va tenir la sort de casar-se i viure feliç. | » |

Des de llavors, escriure poesia era un dels seus majors plaers i els seus textos són fidels testimonis de la seva vida.
El 1949 va debutar en el carnaval de Montevideo amb l'agrupació de José Antonio Lungo, Añoranzas Negras. A partir d'allí, les comparses de Negros y lubolos van incorporar una nova figura: la vedet, que a més d'impressionar pels seus balls, va destacar per la seva figura i sensualitat.
Durant les dècades del 1960 i 1970, la seva eterna rival al carnaval va ser Rosa Lluna.
Martha Gularte, una dona que va ballar en cabarets (amb la qual cosa era experta en xarleston i zapateo tabasqueño) també va escriure llibres i, fins i tot, es va acostar al cinema formant part de l'elenc de En la puta vida de Beatriz Flores Silva. També va actuar en els escenaris de l'avinguda Correnientes de Buenos Aires, junt amb José Marrone.
Des de la casa del carrer Curuguatí, al cor del Barri Sud, va exercir fins a la seva mort el 2002, un autèntic regnat en la comunitat aforuruguaiana.
Va rebre un reconeixement per part la Cambra de Senadors de l'Uruguai l'any 2015 pel qual l'Escola Rural 22 de Paso de los Novillos del departament de Tacuarembó porta el seu nom.

## Escriptora i poeta
Va editar a la dècada del 1990 dues obres, una autobiografia Con el alma y el corazón (1997), i un llibre inspirat en textos bíblics El barquero del Río Jordán: Canto a la Biblia (1998).